# Domy w Auvers
Domy w Auvers (hol. Een groep huizen, ang. Houses in Auvers) – dwa obrazy olejne Vincenta van Gogha, namalowane w maju (nr kat.: F 805, JH 1989) i czerwcu 1890 (nr kat.: F759, JH 1988) podczas jego pobytu w miejscowości Auvers-sur-Oise.

## Historia
20 maja 1890 Vincent van Gogh przyjechał do Auvers-sur-Oise, małego miasteczka położonego nad rzeką Oise, niedaleko granic Paryża. Auvers miało nadal wiejski charakter, który artysta zetknął się na południu Francji. Miejscowość wywarła na nim pozytywne wrażenie. Szczególnie przypadły mu do gustu stare domy, które wkrótce miały stać się tematem kilku jego obrazów.

Auvers jest bardzo piękne – pisał w liście do brata i szwagierki 20 maja 1890 – [jest tu] między innymi wiele starych słomianych dachów, które stają się rzadkością.(...) To jest naprawdę bardzo piękne, to cała wieś, charakterystyczna i malownicza.

## Opis i analiza

### Domy w Auvers I
Obraz ukazuje wczesny, letni pejzaż. Domy, przedstawione jako widok z góry, tworzą spłaszczony kobierzec form, w których pokryte dachówką i strzechą ich dachy stanowią hipnotyzującą mozaikę kolorów. Kompozycyjnie obraz dzieli się na szereg barwnych, ułożonych poziomo stref. Artysta użył konturów dla połączenia kolorowych fragmentów w konkretne formy lub dla oddzielenia od siebie dużych, barwnych płaszczyzn. Kontury te, zazwyczaj ciemne, mają duże znaczenie dla kontrastu i dynamiki kompozycji. Żeby zwiększyć wrażenie przestrzenności dzieła van Gogh skoncentrował wzrok widza na ciemnym obiekcie przedstawionym na pierwszym planie z lewej strony, połączonym z rozległą przestrzenią i obiektem głównym, umieszczonym w centrum obrazu. Linia horyzontu została umieszczona stosunkowo wysoko. Dopełnieniem kompozycji obrazu jest też kombinacja barw, która może wzmacniać lub zmniejszać wrażenie jego przestrzenności. Van Gogh namalował obraz przy zastosowaniu charakterystycznej dla siebie techniki – czystych kolorów, kładzionych grubymi pociągnięciami pędzla, przypominającymi reliefy oraz szybko malowanych punktów, linii i równych płaszczyzn, wyrażających ruch i witalność w wielu odmianach. Artysta użył tu czystych kolorów nie dla oddania barw rzeczywistych, ale dla wyrażenia własnych przeżyć uchwyconych w specyficznym momencie; dla stworzenia atmosfery dynamicznej spontaniczności użył też barw dopełniających.

### Domy w Auvers II
Pracując w małej osadzie Chaponval leżącej w zachodniej części Auvers, van Gogh namalował grupę domów położonych wśród ogrodzonych ogrodów i drzew, umieszczonych na tle szaroniebieskiego, pochmurnego nieba. Domy te, położone wzdłuż ulicy Rue de Gré, istnieją nadal (choć w zmienionej formie). Dom środkowy, znany jako „La Maison Du Pere Lacroix” należał do masona Auguste’a Lacroix. Zestawienie jego pokrytego niebieską dachówką dachu z sąsiednimi dachami pokrytymi strzechą zaintrygowało van Gogha, czemu dał wyraz w jednym ze swoich listów. Strukturę malowidła stanowią warstwy poziomych stref rozdzielonych skośnymi liniami. W prawym dolnym rogu artysta umieścił niewielki trawnik, zaakcentowany czerwonymi makami. Tuż za nim widoczny jest biegnący przez całą szerokość płótna kamienny mur, za którym znajdują się kwitnące białe róże i winnice. Domy oddalają się ku lewej krawędzi obrazu, natomiast drzewa – ku prawej; całości kompozycji dopełnia niebo. Na uwagę zasługują pociągnięcia pędzlem w różnych kierunkach: dach położonego w centrum obrazu białego domu jest wykonany bocznymi pociągnięciami pędzla, naśladującymi wygląd jego dachówek, podczas gdy słomiany dach sąsiedniego domu został oddany pociągnięciami pędzla biegnącymi w dół, w celu ukazania jego tekstury. Dla kontrastu całą roślinność van Gogh przedstawił przy pomocy typowych dla siebie, krętych, ożywionych form.